# Laojie, Henan
Laojie (kinesiska: 老街, 老街乡) är en socken i Kina. Den ligger i provinsen Henan, i den centrala delen av landet, omkring 200 kilometer söder om provinshuvudstaden Zhengzhou.
Genomsnittlig årsnederbörd är 1 142 millimeter. Den regnigaste månaden är augusti, med i genomsnitt 255 mm nederbörd, och den torraste är januari, med 17 mm nederbörd.